# Slag bij Soissons (486)
De Slag bij Soissons vond plaats in 486 tussen het leger van de Franken onder bevel van Clovis I en de resten van het Romeinse leger onder bevel van Syagrius. De overwinning van de Franken was een mijlpaal in hun poging de belangrijkste macht te worden in Gallië.

## Aanleiding
Na de ineenstorting van het West-Romeinse Rijk in 476 was Syagrius de enige overgebleven vertegenwoordiger geworden van de Romeinse macht in het gebied tussen de Loire en de Somme. Terwijl de rest van Gallië in handen kwam van de Germanen, bleken de Romeinen alleen in staat om centraal Gallië te behouden. In dit Romeinse gebied werd Soissons (destijds Noviodunum genoemd) de hoofdplaats. De centrale locatie van Soissons in Gallië en de grotendeels intact gebleven infrastructuur zorgden ervoor dat dit een zeer aantrekkelijk gebied was voor haar Germaanse buren om te veroveren. De Visigoten hadden al in 463 poging gewaagd dit gebied te veroveren. De Franken in het oosten en noorden hadden dit tot nog toe nagelaten. Het leger van de Romeinen bestond voornamelijk uit Frankische huurlingen en was niet veel groter dan dat van de Franken, maar de Franken waren verdeeld in diverse kleine vorstendommen. Clovis slaagde erin de Franken te verenigen en bereidde het voor op een aanval tegen Syagrius.

## De veldslag
Bij Soissons, aan de Aisne raakten de Franken in gevecht met het leger van Syagrius. De veldslag eindigde in het voordeel van de Franken en het Romeinse leger sloeg op de vlucht. Na deze overwinning konden de Franken gemakkelijk de overgebleven Romeinse strijdkrachten vernietigen. Syagrius probeerde te vluchten naar de Visigoten, maar Alarik II, de koning van de Visigoten, leverde hem uit aan Clovis, die Syagrius onmiddellijk liet vermoorden.

## Gevolgen
Door deze overwinning kwam er een einde aan het Romeinse tijdperk in Gallië. De Franken verdubbelden hun grondgebied en de Loire werd de nieuwe zuidgrens, waardoor Franken en Visigoten buren van elkaar werden. Al spoedig zouden deze volken ook met elkaar in oorlog raken en vechten om de heerschappij van Gallië. In 507 werden de Visigoten uiteindelijk verslagen in de Slag bij Vouillé en moesten zich terugtrekken achter de Pyreneeën, waardoor heel Gallië onder Frankische heerschappij kwam.